# 清华大学法学院
清华大学法学院，简称清华法学院，是清华大学下属学院，始建于1929年。

## 历史沿革

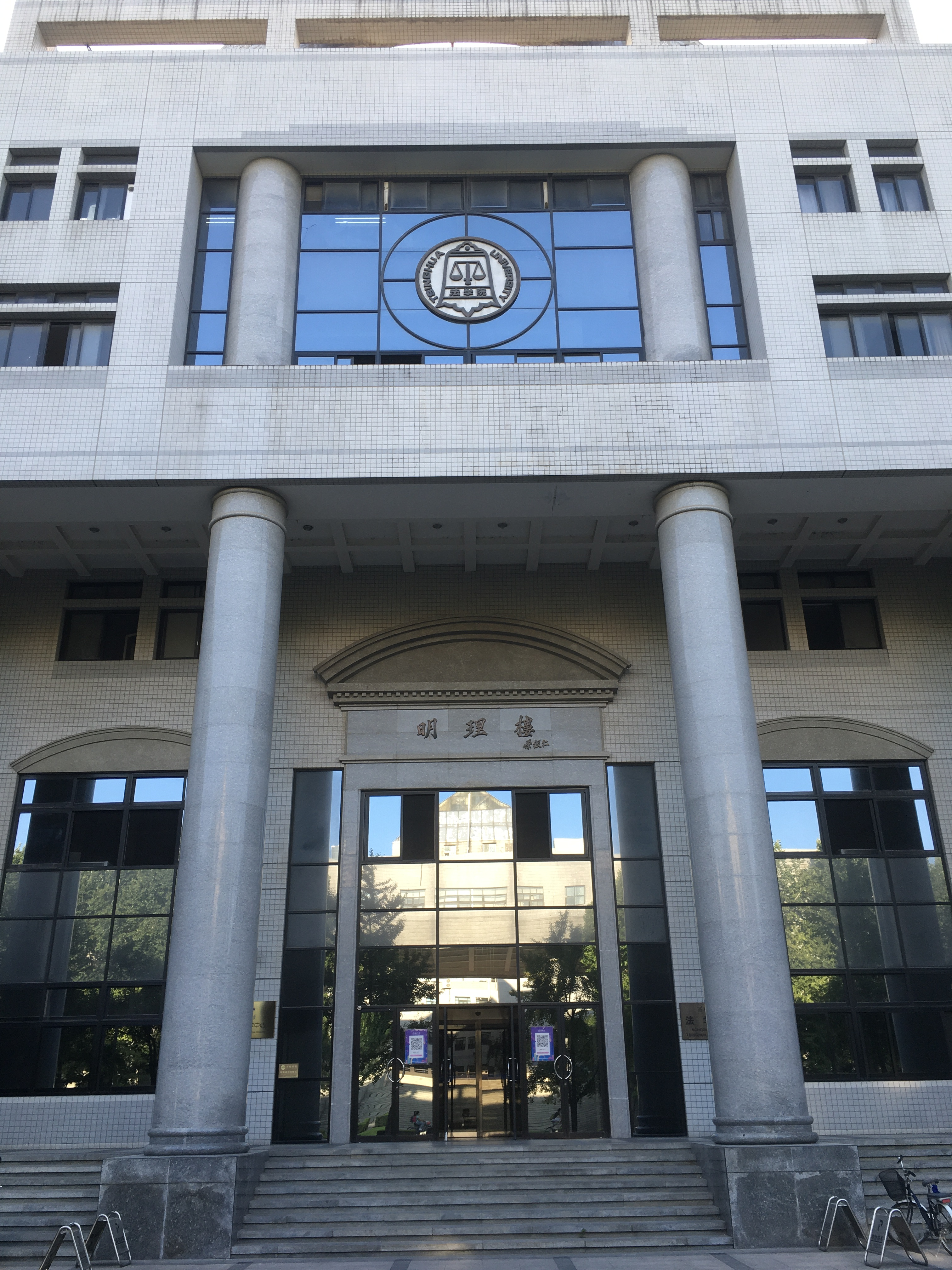
清華大學法學院院樓—明理樓

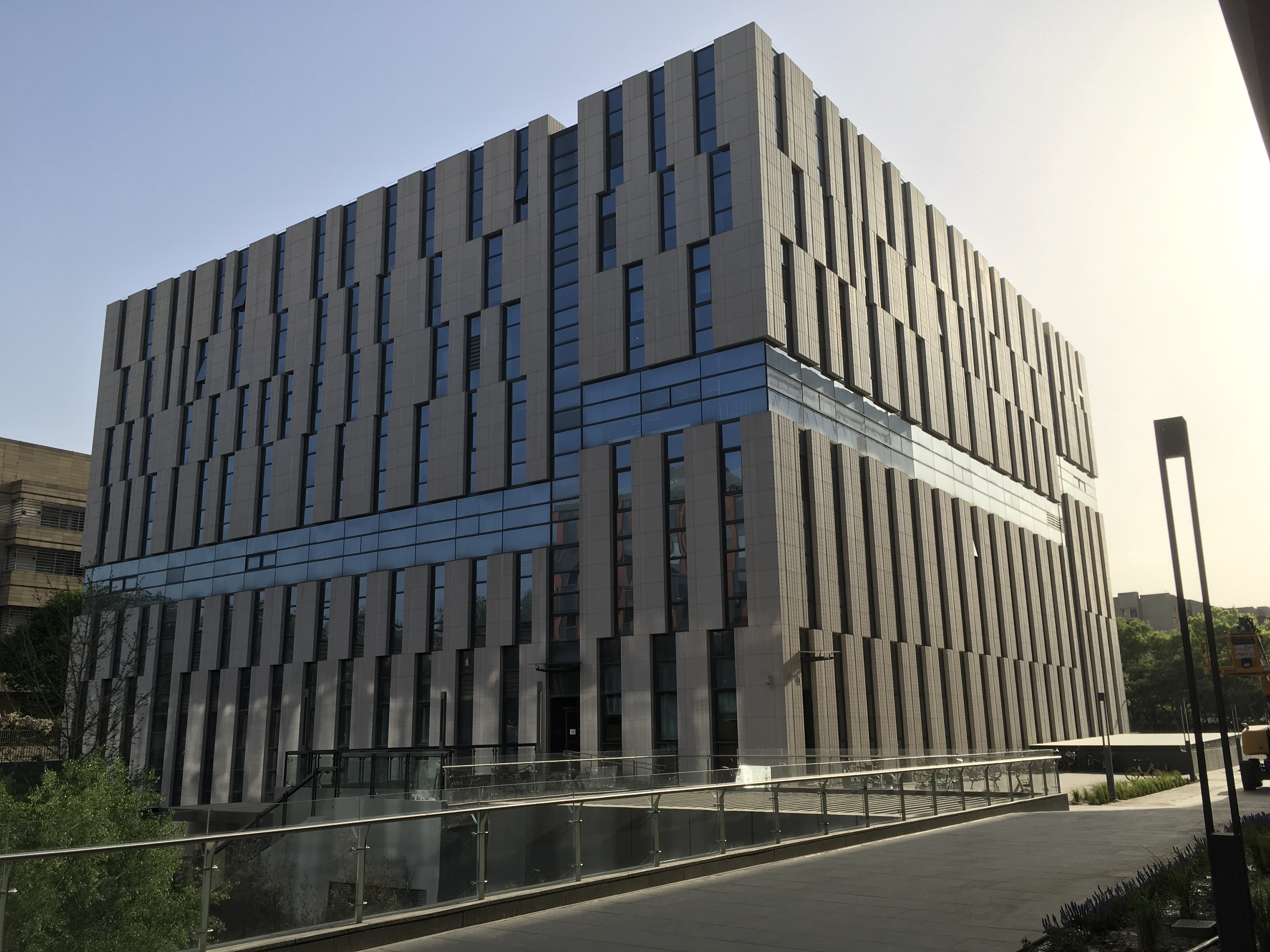
法律圖書館

1926年，已经于前一年增设大学部的清华学校成立政治学系，此时政治学系已开始开设法律课程。1928年清华学校改为大学，第二年正式设立法学院，下设政治学系和经济系，由陈岱孙担任院长。在1952年的院系调整中，清华大学法学院被并入北京大学，但图书馆的文法图书被校长蒋南翔截下，这也为以后清华文科的复建埋下了伏笔。
1980年代清华大学开始向综合性大学发展，并着手复建文科专业院系。1995年9月，恢复建立法律系，并于1999年4月复建法学院。清华大学法学院复建十年多来，已经发展成为中国一流的法学院。2019年3月，清华大学法学院教授许章润因为批评言论，被撤销一切职务，禁止上课招生。

## 现状
清华法学院有独立教学楼明理楼，并有法律图书馆。目前全职教师53人，其中教授27人，博士生导师24人，副教授21人，讲师5人；具有博士学位的43人，80％以上的教师拥有在海外长期学习和研究的经历。在校学生1382人，其中本科生376人，研究生1006人。学院是法学一级学科博士、硕士学位授予单位。与哈佛大學、牛津大學、劍橋大學、東京大學、巴黎政治大學、新加坡国立大学、國立清華大學、國立政治大學等知名高校建立交换生协议。每学期都有国际知名学者开设短期课程。

## 学位课程
目前清华大学法学院设有法学学士，法学硕士、法律硕士（JM）和法学博士三个层次的课程。并有全英文授课的中国法LLM项目和清华天普法学硕士项目。

## 历任院长
- 陈岱孙（1929年-1937年）（1934年至1935年，陈岱孙出国休假，萧蘧代理院长）[5]
- 方显廷（1938年2月-1938年4月）（西南联合大学法学院院长）[5]
- 陈序经（1938年4月-1944年8月）（西南联合大学法学院院长）[5]
- 周炳琳（1944年8月-1946年8月）（西南联合大学法学院院长）[5]
- 陈岱孙（1946年10月-1952年8月）[5]
- 王保树（1999年4月-2002年7月）
- 王晨光（2002年7月-2008年7月）
- 王振民（2008年7月-2016年7月）
- 申卫星（2016年7月至今）[6]

## 人物
百余年来，在清华大学法学院任教和学习的知名学者有：钱端升、吴之椿、张奚若、莱特、胡道维、浦薛凤、萧公权、沈乃正、陈之迈、张奚若、龚祥瑞、陈体强、王造时、端木正、王铁崖、王保树、崔建远、张明楷、张卫平、王振民、许章润等。

### 校友
- 胡海峰（法硕02级), 中华人民共和国民政部副部长，系最年轻地级市委书记和最年轻部委副部级官员。初中就读于北京景山学校, 高中就读于北京市第二中学，持北方交通大学BASc学位和清华大学工程物理系MS学位，2002年至2008年获得清华大学LLM-EMBA, 以及管理学博士学位, 从清华大学工物系、法学院、SEM经管学院, SPPM取得四个研究生学位。

## 明理楼
明理樓是法學院的院館，其名取義「求真宏道，深明義理，伸張正義」。，位於清華主樓前、公管學院南側，建於1999年，建築面積約1萬平方公尺，高五層。明理樓設計具有羅馬風格，屋頂使用「方」、「圓」造型，代表法律公正、公平、嚴謹。
明理樓是由香港中信富泰有限公司主席榮智健捐贈的，在明理樓主入口和南路口有榮智健父親、前中華人民共和國副主席榮毅仁題寫的樓名。